# Edward Cook
Edward (Ed) Tiffin Cook, Jr. (Chillicothe (Ohio), 27 november 1888 – aldaar, 18 oktober 1972) was een Amerikaans atleet, die was gespecialiseerd in het polsstokhoogspringen. Hij werd olympisch kampioen en Amerikaans kampioen op deze discipline.
Op de Olympische Spelen van 1908 in Londen won hij samen met zijn landgenoot Alfred Gilbert een gouden medaille bij het polsstokhoogspringen. Beide sprongen over een hoogte van 3,71 m en verbeterde hiermee het olympische record. Het brons werd zelfs gedeeld door drie atleten die 3,58 m sprongen: Ed Archibald (CAN), Charles Jacobs (USA) en Bruno Söderström (SWE). Hij nam ook deel aan het verspringen waarbij hij met 6,97 m een vierde plaats behaalde.
Cook studeerde in 1910 af aan de Cornell-universiteit en werd verkozen tot de Sphinx Head Society tijdens zijn senior year. Hierna werkte hij als boer en later als directeur van de First National Bank of Chillicothe.

## Titels
- Olympisch kampioen polsstokhoogspringen - 1908
- Amerikaans kampioen polsstokhoogspringen - 1907
- IC4A kampioen verspringen - 1908, 1909

## Persoonlijke records
| Onderdeel            | Prestatie | Jaar |
| -------------------- | --------- | ---- |
| 100 yard             | 10,0 s    | 1906 |
| polsstokhoogspringen | 3,81 m    | 1911 |
| verspringen          | 7,15 m    | 1906 |

## Palmares

### Polsstokhoogspringen
- 1908:  OS - 3,71 m (OR)

### Verspringen
- 1908: 4e OS - 6,97 m

1896: Welles Hoyt ·
1900: Irving Baxter ·
1904: Charles Dvorak ·
1908: Edward Cook & Alfred Gilbert ·
1912: Harry Babcock ·
1920: Frank Foss ·
1924: Lee Barnes ·
1928: Sabin Carr ·
1932: Bill Miller ·
1936: Earle Meadows ·
1948: Guinn Smith ·
1952: Bob Richards ·
1956: Bob Richards ·
1960: Don Bragg ·
1964: Fred Hansen ·
1968: Bob Seagren ·
1972: Wolfgang Nordwig ·
1976: Tadeusz Ślusarski ·
1980: Władysław Kozakiewicz ·
1984: Pierre Quinon ·
1988: Serhij Boebka ·
1992: Maksim Tarasov ·
1996: Jean Galfione ·
2000: Nick Hysong ·
2004: Tim Mack ·
2008: Steven Hooker ·
2012: Renaud Lavillenie ·
2016: Thiago Braz da Silva ·
2020: Armand Duplantis ·
2024: Armand Duplantis
- Bibliothèque nationale de France: cb169520889 (data)